# ノエル・ファントエンド
ノエル・ファントエンド（Noël van 't End、1991年6月15日- ）は、オランダのハウテン出身の柔道家。階級は90kg級。身長185cm。

## 人物
柔道は兄の影響で始めた。2012年のU23ヨーロッパ選手権90kg級で3位になった。2014年にはグランドスラム・アブダビで2位、グランプリ・青島で優勝するなど5つの大会でメダルを獲得した。2015年にはグランドスラム・バクーとグランドスラム・アブダビで2位となると、ワールドマスターズで3位になった。なお、父親が非常に熱心なサポートに徹しており、息子が出場するIJFワールド柔道ツアーに常に付き従い、息子の試合の模様をフィルムに納めている。
2016年のリオデジャネイロオリンピックでは初戦でモンゴルのルハグバスレン・オトゴンバータルに隅落で敗れた。オランダ柔道連盟はリオデジャネイロオリンピックで63kg級のアニカ・ファンエムデンの銅メダル1個に終わった反省から、強化選手をアーネム周辺のナショナルトレーニングセンターにおいてナショナルコーチの下、集中的に強化する方針を打ち立てたが、ファントエンドはフランスに滞在して63kg級世界チャンピオンのクラリス・アグベニューと付き合っていたこともあって、フランスに国籍を変更することも考えていた。しかし、この方針を強いるオランダ柔道連盟を提訴していた63kg級のユール・フランセンの訴えが認められて、一定の期間ナショナルトレーニングセンターで練習を積めば済むことになったことで、結果としてオランダ国籍にとどまった。
2018年のグランドスラム・大阪では決勝で向翔一郎に敗れて2位だった。2019年のグランドスラム・エカテリンブルグでは決勝でジョージアのベカ・グビニアシビリを破って、グランドスラム大会6度目の決勝にして初めて優勝を果たした。東京で開催された世界選手権では決勝で向翔一郎を技ありで破って優勝した。2021年のワールドマスターズでは優勝した。7月に日本武道館で開催された東京オリンピックでは7位に終わった。2023年にはグランドスラム・パリとグランドスラム・アンタルヤで優勝した。2024年のパリオリンピックでは初戦で敗れた。2025年5月には同僚のフランク・デ・ウィット、ミハエル・コレルとともに、定められた期限までに居場所情報を3度提出しなかったドーピング違反により、IJFの世界ランキングが除外された。なお、この3名はオランダのドーピング機関と覚書を交わしたことにより、今後数か月以内に現場に復帰できることになった。
IJF世界ランキングは5091ポイント獲得で13位（25/5/18現在）。

## 主な戦績
- 2012年 - U23ヨーロッパ選手権 3位
- 2013年 - ヨーロッパオープン・タリン 3位
- 2013年 - ヨーロッパオープン・ミンスク 3位
- 2013年 - グランプリ・アブダビ 2位
- 2014年 - グランプリ・デュッセルドルフ 2位
- 2014年 - グランプリ・ブダペスト 3位
- 2014年 - グランプリ・ザグレブ 3位
- 2014年 - グランドスラム・アブダビ 2位
- 2014年 - グランプリ・青島 優勝
- 2015年 - グランプリ・サムスン 優勝
- 2015年 - グランドスラム・バクー 2位
- 2015年 - ワールドマスターズ 3位
- 2015年 - グランドスラム・アブダビ 2位
- 2015年 - グランドスラム・東京 5位
- 2016年 - グランプリ・トビリシ 優勝
- 2017年 - グランドスラム・エカテリンブルグ 3位
- 2018年 - グランプリ・チュニス 3位
- 2018年 - グランドスラム・大阪 2位
- 2018年 - ワールドマスターズ 5位
- 2019年 - グランドスラム・エカテリンブルグ 優勝
- 2019年 - ヨーロッパ競技大会 5位
- 2019年 - グランプリ・ザグレブ 3位
- 2019年 - 世界選手権 優勝
- 2021年 -　ワールドマスターズ 優勝
- 2021年 -　東京オリンピック 7位
- 2021年 -　東京オリンピック混合団体 5位
- 2022年 -　グランドスラム・ウランバートル 3位
- 2023年 -　グランドスラム・パリ　優勝
- 2023年 -　グランドスラム・アンタルヤ　優勝
- 2023年 -　世界団体　3位

（出典、JudoInside.com）